# Любовь — это сумасшествие
«Любовь — это сумасшествие» (болг. Любовта е лудост, англ. Love Is Folly) — международный кинофестиваль, который проходит ежегодно в конце августа в Варне (Болгария).

## История
Проводится с 1993 года в Фестивальном и конгресс-центре в Варне. Создателями кинофестиваля являются бывший директор ФКЦ Илия Раев и кинокритик Александр Грозев. На фестивале представлены новые фильмы, преимущественно из Европы и США.
Своё название фестиваль носит в честь одноимённого болгарского короткометражного художественного фильма   1917 года, снятого Василом Гендовым. В 1992 году на первом фестивале свою дебютную картину «Только в танцевальном зале» представлял австралийский режиссёр Баз Лурман, впоследствии получивший мировую известность.
Главный приз — «Золотая Афродита». Также вручаются Специальная награда жюри, лучшим актёру и актрисе, за лучшую режиссуру, лучший сценарий, премии муниципалитета Варны м молодёжного жюри. Работы должны быть сделаны не более чем за 18 месяцев до фестиваля и не должны быть ранее показаны в Болгарии или отмечены на других фестивалях.
Как отмечает кинообозреватель Българското национално радио Таня Димова, фестиваль является важным культурным событием не только в жизни страны, но и всей Восточной Европы. Благодаря «Любовта е лудост», фестивальное движение в Болгарии получило свежий импульс.